# Chronologie des Pazifikkrieges
Dieser Artikel beschreibt den zeitlichen Verlauf des Pazifikkrieges.
Für den zeitlichen Ablauf des kompletten Zweiten Weltkriegs siehe Chronologie des Zweiten Weltkrieges und für die Vorgeschichte siehe Vorgeschichte des Zweiten Weltkrieges im Pazifikraum.

## Verlauf

### 1937

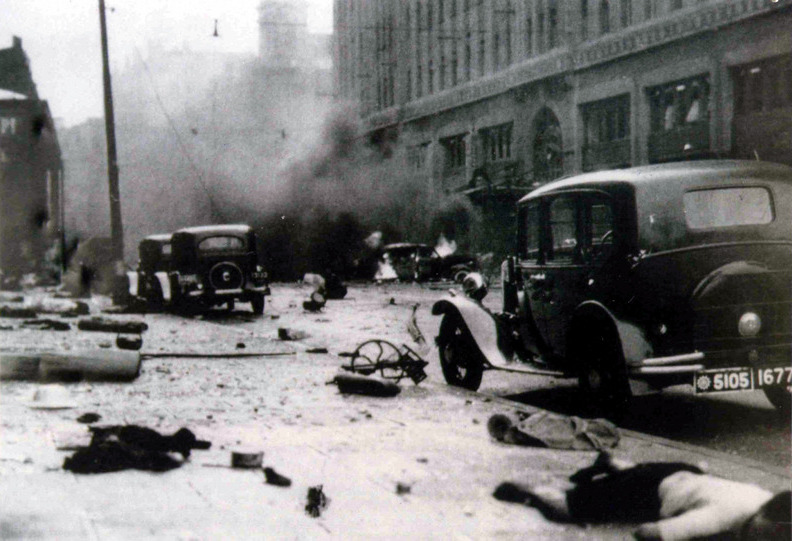
Auswirkungen der japanischen Eroberung von Shanghai

- 7. Juli: Ein Feuergefecht zwischen Einheiten der Kwantung-Armee des Japanischen Kaiserreichs und der Nationalrevolutionären Armee der Republik China an der Marco-Polo-Brücke in Fengtai (Zwischenfall an der Marco-Polo-Brücke) löst den Zweiten Japanisch-Chinesischen Krieg aus. Als Reaktion verlegt der japanische Generalstab weitere Truppenkontingente nach China.
- 25. – 31. Juli: Die Japaner erobern in der Schlacht um Peking-Tianjin beide Städte.
- 8. – 28. August: Die Japaner führen die Chahar-Operation in den Provinzen Chahar und Suiyuan. Ende August ziehen sich die chinesischen Verteidiger zurück.
- 13. August: Beginn der Schlacht um Shanghai, die bis zum 9. November andauert und ca. 200.000 chinesische und etwa 70.000 japanische Opfer fordert.
- 13. September: Schlacht von Xinkou
- 25. September: Die kommunistische chinesische Armee erringt in der Schlacht von Pingxingguan einen kleinen taktischen Sieg, der als „Der große Sieg von Pingxingguan“ in die Geschichte der kommunistischen Partei eingeht.
- 12. Dezember: Im Panay-Vorfall wird die Panay von japanischen Flugzeugen versenkt. Um einem Konflikt zu entgehen, zahlt Japan 2.214.007,36 $ Entschädigung.
- 12. Dezember: Nanking, die Hauptstadt der Kuomintang, fällt an die Japaner. In dem darauf folgenden, drei Wochen andauernden Massaker von Nanking wurden vermutlich mehr als 200.000 chinesische Zivilisten ermordet.

### 1938
- Januar: Beginn der japanischen Offensive in Richtung Wuhan.
- 24. März: In der Schlacht um Tai’erzhuang versuchte die japanische Armee diesen wichtigen Eisenbahnknotenpunkt zu erobern und die Chinesen dort einzukesseln. Die Nationalchinesen konnten aber mit ihrem ersten Sieg das japanische Vorhaben am 7. April vereiteln.
- Mai: Schlacht um Xuzhou
- Juni: Die Dämme des gelben Flusses werden aufgebrochen um den japanischen Vormarsch auf Wuhan zu bremsen. 890.000 Zivilisten sterben, 12 Millionen werden obdachlos.
- Juli: Beginn der Schlacht um Wuhan, die bis in den Oktober andauert. Die Japaner nehmen die Stadt ein.

### 1939

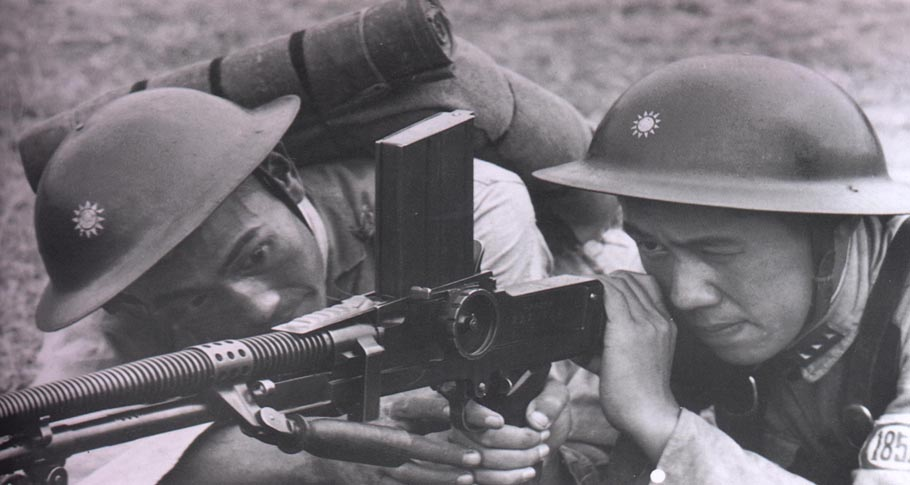
Chinesische Maschinengewehrschützen

- 17. März: Die Schlacht um Nanchang endet am 9. Mai mit dem Verlust der wichtigsten Nachschublinie für die Chinesen.
- 24. April: In der Schlacht um Suixian-Zaoyang erringen die Chinesen bis zum 24. Mai einen Sieg.
- 17. September: Die Japaner beginnen die Schlacht um Changsha, die Provinzhauptstadt von Hunan. Sie geben aber am 6. Oktober ihr Vorhaben auf.
- 15. November: Die Schlacht um Süd-Guangxi dauert bis zum 25. Februar 1940.

### 1940
- 30. Januar: Die Schlacht um Süd-Henan dauert einen Monat und endet mit einem chinesischen Sieg.
- 14. März: In der Schlacht um Shanggao erringen die Chinesen bis zum 9. April einen Sieg.
- 7. Mai: Die Schlacht um Süd-Shanxi endet am 27. Mai mit einem japanischen Sieg.
- 17. Juli: Unter massivem diplomatischem Druck der Japaner schließen die Briten die Burma Road, die eine wichtige Verbindung zur Versorgung der chinesischen Truppen darstellt.
- 20. August: Die chinesischen Kommunisten eröffnen die Hundert-Regimenter-Offensive, die bis zum 5. Dezember andauert. Dabei kommt es gegen Ende zum Zerwürfnis zwischen Peng Dehuai, dem militärischen Führer der Kommunisten und Mao Zedong.
- 29. August: Vichy-Frankreich entspricht der Bitte Japans im Norden Französisch-Indochinas Truppen stationieren zu dürfen.
- 22. September: Die Japaner besetzen im Rahmen der Operation FU den Norden Französisch-Indochinas.
- 18. Oktober: Die Briten öffnen die Burma Road wieder, da es nicht zu weiteren Friedensbemühungen zwischen Japan und China kam.
- 11. November: Japan gelangt durch den Automedon-Vorfall an britische Geheimpapiere, die eine Lage- und Strategieeinschätzung in Fernost enthalten.
- 6. bis 8. und 29. Dezember: Angriff auf Nauru der deutschen Hilfskreuzer Komet und Orion auf die Insel Nauru; Versenkung von fünf Frachtschiffen und Beschießung der Phosphat-Verladeanlage.

### 1941
- 17. Januar: als Teil des Französisch-Thailändischen Krieges besiegen Vichy-französische Schiffe eine thailändische Marinegruppe in der Schlacht von Koh Chang.
- 13. April: Japan und die Sowjetunion unterzeichnen den Japanisch-Sowjetischen Neutralitätspakt.
- 10. Juli: Nazi-Deutschland drängt Japan, in den Krieg gegen die Alliierten einzutreten.
- 23. Juli: Japanische Invasion Französisch-Indochinas
- 25. Juli: Die USA frieren das komplette japanische Kapital in ihrem Land ein und verhängen ein Export-Embargo.
- 28. Juli: 40.000 japanische Soldaten landen in Indochina.
- 6. September:
  - Die Japaner versuchen zum zweiten Mal in der Schlacht um Changsha, die Stadt einzunehmen. Am 8. Oktober scheitern sie erneut.
  - Die japanische Regierung entscheidet, bis Ende Oktober die volle Kriegsbereitschaft herzustellen.
- 17. Oktober: Der japanische Premierminister Konoe Fumimaro tritt zurück. Sein Nachfolger wird Tōjō Hideki, der faktisch als Militärdiktator Japans gilt.
- 20. November: Das japanische Oberkommando gibt die Angriffsbefehle aus, entscheidet aber, dass bis zu den nächsten diplomatischen Resultaten diese nicht auszuführen sind.
- 27. November: Die amerikanischen Seestreitkräfte im Pazifikraum werden in Kriegsalarm versetzt.
- 1. Dezember: Das Datum für den Beginn der Kriegshandlungen wird in Japan auf den 7. Dezember festgesetzt.
- 6. Dezember: In einem persönlichen Telegramm bittet Franklin D. Roosevelt den japanischen Kaiser Hirohito den Frieden beizubehalten. Japan antwortet mit einer 14-seitigen diplomatischen Note, die am Folgetag um 13:00 Uhr der amerikanischen Regierung zu übergeben ist.

- 7. Dezember:

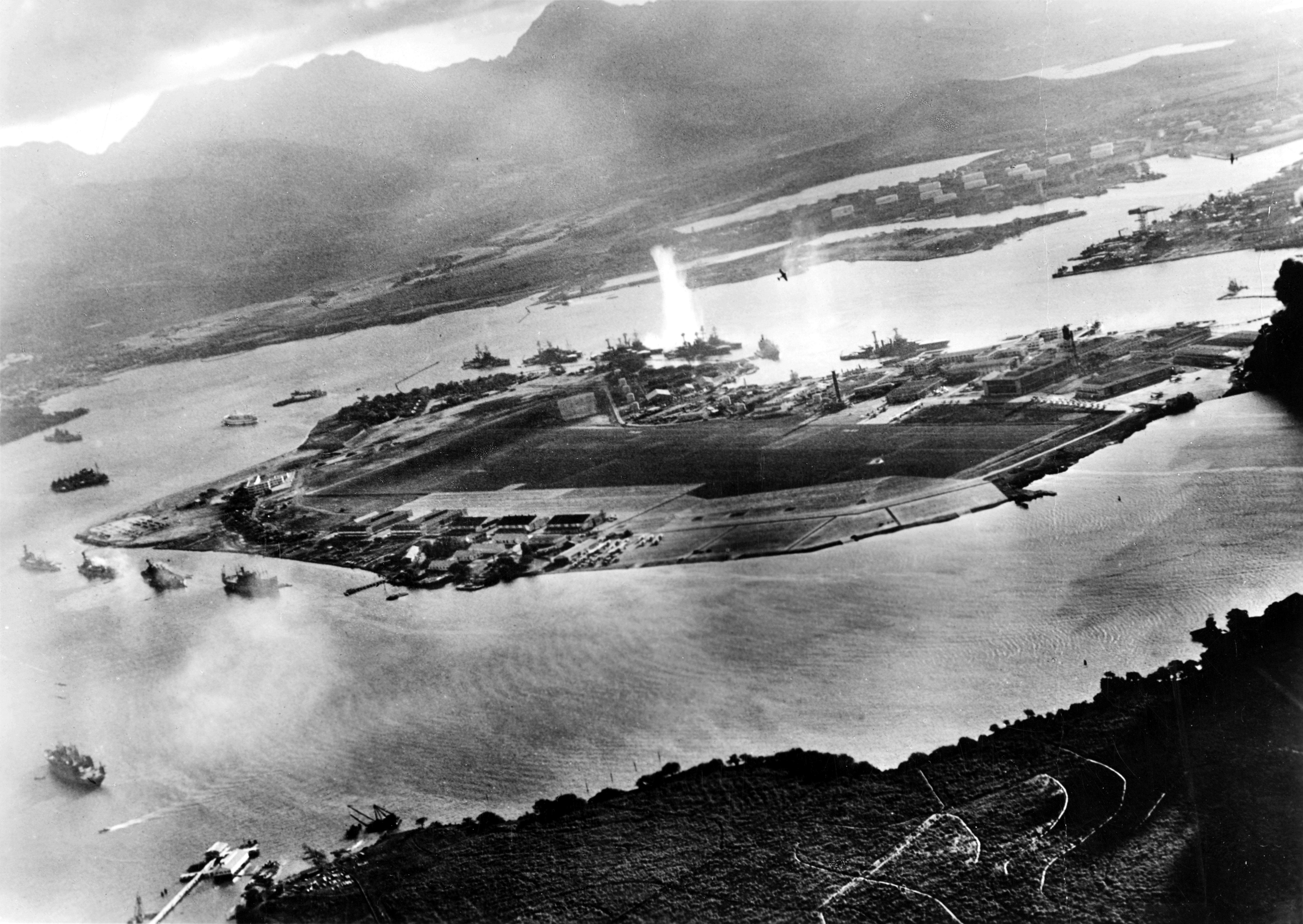
Angriff auf Pearl Harbor

  - Start der japanischen Südostasienoffensive mit Landungen auf der malaiischen Halbinsel bei Kota Bahru (→ Japanische Invasion der Malaiischen Halbinsel) und Prachuap Khiri Khan (→ Japanische Invasion Thailands).
  - Japanische Flugzeuge der Kidō Butai fliegen den Angriff auf Pearl Harbor, einen US-Stützpunkt auf Hawaii.
  - Zwei japanische Zerstörer beschießen die Midwayinseln.
- 8. Dezember:
  - Die USA und ihre Verbündeten erklären Japan den Krieg, damit treten die USA in den Zweiten Weltkrieg ein.
  - Japanische Flugzeuge greifen militärische Ziele auf Guam an (→ Schlacht um Guam (1941))
  - Beginn der Schlacht um die Philippinen
  - Japanische Invasion in Thailand (→ Kampf um Prachuap Khiri Khan).
  - Japanische Truppen beginnen mit dem Angriff auf die britische Kronkolonie Hongkong (→ Schlacht um Hongkong).
  - Luftangriff auf das Flugfeld auf Wake durch japanische Kampfflugzeuge, die von Roi-Namur (Marschall-Inseln) gestartet waren.
- 9. Dezember:
  - China erklärt offiziell Japan, dem Deutschen Reich und Italien den Krieg.
  - Japanische Truppen ziehen in Bangkok ein. Thailand wird zum Alliierten der Japaner.
- 10. Dezember:
  - Japanische Truppen besetzen Makin und Tarawa während der Japanische Eroberung der Gilbertinseln.
  - Versenkung der HMS Prince of Wales und HMS Repulse – Force Z.
  - Japanische Truppen landen auf Guam
- 11. Dezember: Die Briten erleiden in der Schlacht um die Jitra-Linie (Malaiische Halbinsel) eine schwere Niederlage.
- 16. Dezember: Landung der Japaner auf Nordborneo (→ Japanische Invasion Borneos).
- 20. Dezember: Von Kunming aus fliegen erstmals die „Flying Tigers“ einen Angriff auf japanische Bomber über Süd-Yunnan.
- 21. Dezember: Japanische Truppen erobern in der Schlacht um Wake bis zum 23. Dezember die Insel.
- 23. Dezember: Schwerer Bombenangriff der Japaner auf Rangun, ca. 2.000 Menschen sterben. Tausende fliehen aus der Stadt.

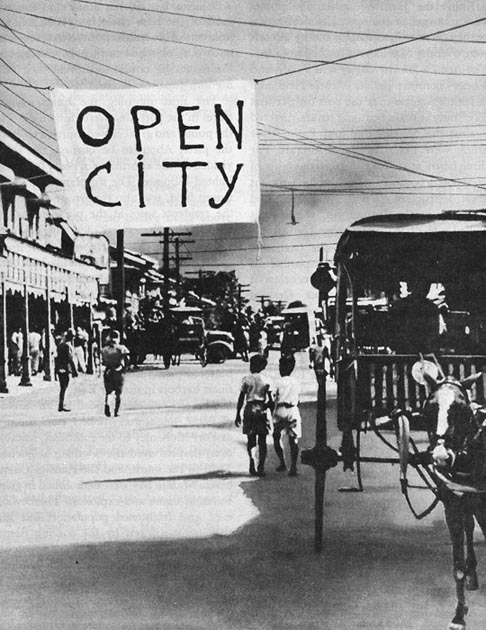
26. Dezember 1941: Manila wird zur „offenen Stadt“ erklärt.

- 24. Dezember: Der erneute Versuch, die chinesische Stadt Changsha einzunehmen, scheitert in der dritten Schlacht um Changsha am 15. Januar 1942.
- 25. Dezember: In Hongkong ergeben sich die Alliierten der japanischen Übermacht (→ Japanische Besetzung Hongkongs).
- 26. Dezember: General MacArthur erklärt Manila zur „offenen Stadt“, um sie vor der Zerstörung zu bewahren. Die Amerikaner vernichten in der Stadt tonnenweise Treibstoff.

### 1942
- 2. Januar: Manila auf den Philippinen fällt an die Japaner
- 11. Januar:
  - Die Schlacht um Tarakan dauert bis zum 12. Januar.
  - Japanische Landungen auf Celebes an den Stränden bei Manado und Kema.
  - Kuala Lumpur in Malaya wird von den Japanern eingenommen. Die sich zurückziehenden Briten setzen die Tanklager in Brand.
- 14. Januar: In Washington wird Generalleutnant Joseph Stilwell zum Stabschef der Chinesischen Armee und zum Oberkommandierenden der US-Streitkräfte in China ernannt.
- 16. Januar: Mit einer Attacke auf den linken Flügel der britischen Verteidigungslinie beginnt von Thailand aus die Japanische Eroberung Burmas.
- 18. Januar: Unter dem Schutz von Trägerflugzeugen der Enterprise gehen US-Marines in Pago Pago an Land.
- 21. Januar: Stützpunkte der Royal Australian Air Force werden auf Neuguinea von japanischen Bombern angegriffen. Sie verursachen immense Schäden.
- 23. Januar: Rabaul an der Nordostspitze auf New Britain wird von den Japanern eingenommen und in den Folgejahren als wichtigster Festungsstützpunkt ausgebaut (→ Schlacht um Rabaul). Damit beginnt für die Alliierten die Schlacht um Neuguinea die bis zum Kriegsende andauert.
- 24. Januar:
  - Seeschlacht vor Balikpapan. Japanische Landungstruppen gehen bei Balikpapan an Land (→ Schlacht um Balikpapan).
  - Die Japanische Invasion von West-Borneo beginnt. Die Niederländer und Briten setzen sich in den Süden ab und ergeben sich dort den Japanern.
  - Japanische Landung bei Kendari auf Celebes.
- 25. Januar: Thailand erklärt den Alliierten den Krieg.
- 26. Januar: Die Japaner landen auf den nördlichen Salomonen.
- 29. Januar:
  - Japanische Landung auf den Russell-Inseln (Salomonen), nordwestlich von Guadalcanal.
  - In Washington wird der ANZAC-Verteidigungsbereich beschlossen. Die Zone deckt den Pazifik zwischen Australien, Neuseeland und Französisch-Kaledonien ab; ausschließlich der in Neuseeland selbst stationierten Truppen.
- 31. Januar: 
  - Britisch-Malaya fällt vollständig an Japan.
  - Japanische Truppen landen auf Ambon.
- 31. Januar bis 15. Februar: Belagerung von Singapur.
- 1. Februar: Die Amerikaner unternehmen den überraschenden Angriff auf die Marshall- und Gilbertinseln.
- 4. Februar: Schlacht in der Straße von Makassar.
- 10. Februar: In der Schlacht um Banjarmasin in Süd-Borneo fällt die Stadt an die Japaner.
- 14. Februar: Beginn der japanischen Invasion auf Sumatra.
- 15. Februar: Singapur wird von den Japanern eingenommen. Mehr als 130.000 Alliierte gehen während der japanischen Eroberung der Malaiischen Halbinsel in Gefangenschaft.
- 16. Februar: Die Ölraffinerien bei Palembang werden von den Japanern besetzt.
- 19. Februar:
  - Japanische Landung bei Sanur auf Bali (→ Japanische Invasion von Bali).
  - Luftangriff auf Darwin im Northern Territory in Australien.
  - Beginn der Seeschlacht in der Straße von Badung. Sie endet am 20. Februar.
- 20. Februar: Die Japaner landen auf Timor. Die langandauernde Schlacht um Timor beginnt.
- 23. Februar: Das japanische U-Boot I-17 beschießt eine Ölraffinerie bei Ellwood in Kalifornien (Angriff auf Ellwood)
- 25. Februar: Die Japaner landen nördlich von Surabaja auf Ost-Java.
- 27. Februar bis 1. März: Schlacht in der Javasee.
- 1. März:
  - Landung der Japaner auf Java; im Westen der Insel bei Merak und im Osten bei Kragan.
  - Zweite Schlacht in der Javasee.
  - Schlacht in der Sundastraße.
- 3. März:
  - Eroberung der Weihnachtsinsel durch japanische Truppen
  - Luftangriff auf Broome in Western Australia durch japanische Kampfflugzeuge
- 5. März: Admiral Isoroku Yamamoto schickt erneut einen kleinen Fliegerangriff gegen Pearl Harbor, um die Basis zu demoralisieren.
- 7. März: Beginn des japanischen Großangriffs gegen Rangun. Die Stadt wird am nächsten Tag eingenommen.
- 8. März: Die japanische Landung auf Neuguinea bei Lae und Salamaua (→ Operation SR) kann nicht durch einen alliierten Trägerangriff verhindert werden.
- 9. März: Die Alliierten auf Java kapitulieren gegenüber den Japanern.
- 10. März: Unterzeichnung der formalen Kapitulationsurkunde durch die Niederländer auf Java. Damit fällt ganz Niederländisch-Indien an die Japaner.
- 11. März: General MacArthur verlässt mit seiner Familie auf Befehl aus Washington Corregidor mit vier Schnellbooten nach Mindanao. Das Oberkommando geht an Generalmajor Jonathan M. Wainwright.
- 12. März: Die Amerikaner landen auf Neukaledonien und errichten eine Basis in Nouméa.
- 13. März: Die Japaner landen auf den Salomonen.
- 17. März: General MacArthur wird von Mindanao nach Darwin ausgeflogen. Noch am selben Tag fliegt er weiter nach Alice Springs.
- 21. März: Nach seiner Ankunft in Adelaide stellt General MacArthur fest, dass eine Befreiungsarmee für die Philippinen nicht aufgestellt werden kann, da sich viel zu wenig alliierte Truppen und Nachschubmaterial in Australien befinden. Dabei fällt sein berühmter Satz: „I shall return!“ (dt.: „Ich komme zurück!“)
- 23. März: Japanische Einnahme der Andamanen im Golf von Bengalen (→ Operation D).
- 28. März: Sumatra fällt, als sich der niederländische Generalmajor R. T. Overakker mit 2.000 Soldaten bei Kutatjane in Nordsumatra ergibt.
- 30. März:
  - Start der japanischen Operation C, dem Großangriff auf alliierte Basen im Indischen Ozean.
  - Die Japaner landen südlich von Bougainville auf den Shortland-Inseln (→ Japanische Invasion der Shortland-Inseln).
- 1. April: Mit der Landung japanischer Truppen auf der Insel Fakfak beginnt die Japanische Invasion Niederländisch-Neuguineas.
- 5. April:
  - Eine japanische Flotte mit fünf Flugzeugträgern greift im Rahmen der Operation C eine britische Basis auf Ceylon an und versenkt dabei zwei britische Schwere Kreuzer.
  - Bei der Bombardierung von Mandalay (Burma) kommen rund 2.000 Menschen ums Leben. Mandalay brennt fast vollständig nieder.
- 6. April. Japanische Landungstruppen besetzen Lorengau auf den Admiralitätsinseln.
- 8. April: Eine japanische Einheit aus Rabaul landet im westlichen Neubritannien.
- 9. April:
  - Der Todesmarsch von Bataan auf den Philippinen beginnt.
  - Operation C: Angriff auf Trincomalee. Die Japaner versenken den britischen Träger Hermes.
- 17. April: Die Japaner erobern Zentral-Burma.
- 18. April: Amerikanischer Luftangriff auf Tokio (Doolittle Raid). In der Folge beginnen die Japaner auf dem chinesischen Festland bei der Suche nach den Piloten die Schlacht von Zhejiang-Jiangxi, bei der 250.000 chinesische Zivilisten getötet werden.
- 22. April: Mit der Einnahme von Hollandia ist ganz Niederländisch-Neuguinea in japanischer Hand.
- 29. April: Die Japaner unterbrechen durch die Eroberung von Lashio in Burma die Verbindung nach China.
- 1. Mai: Die Japaner nehmen Mandalay in Burma ein.

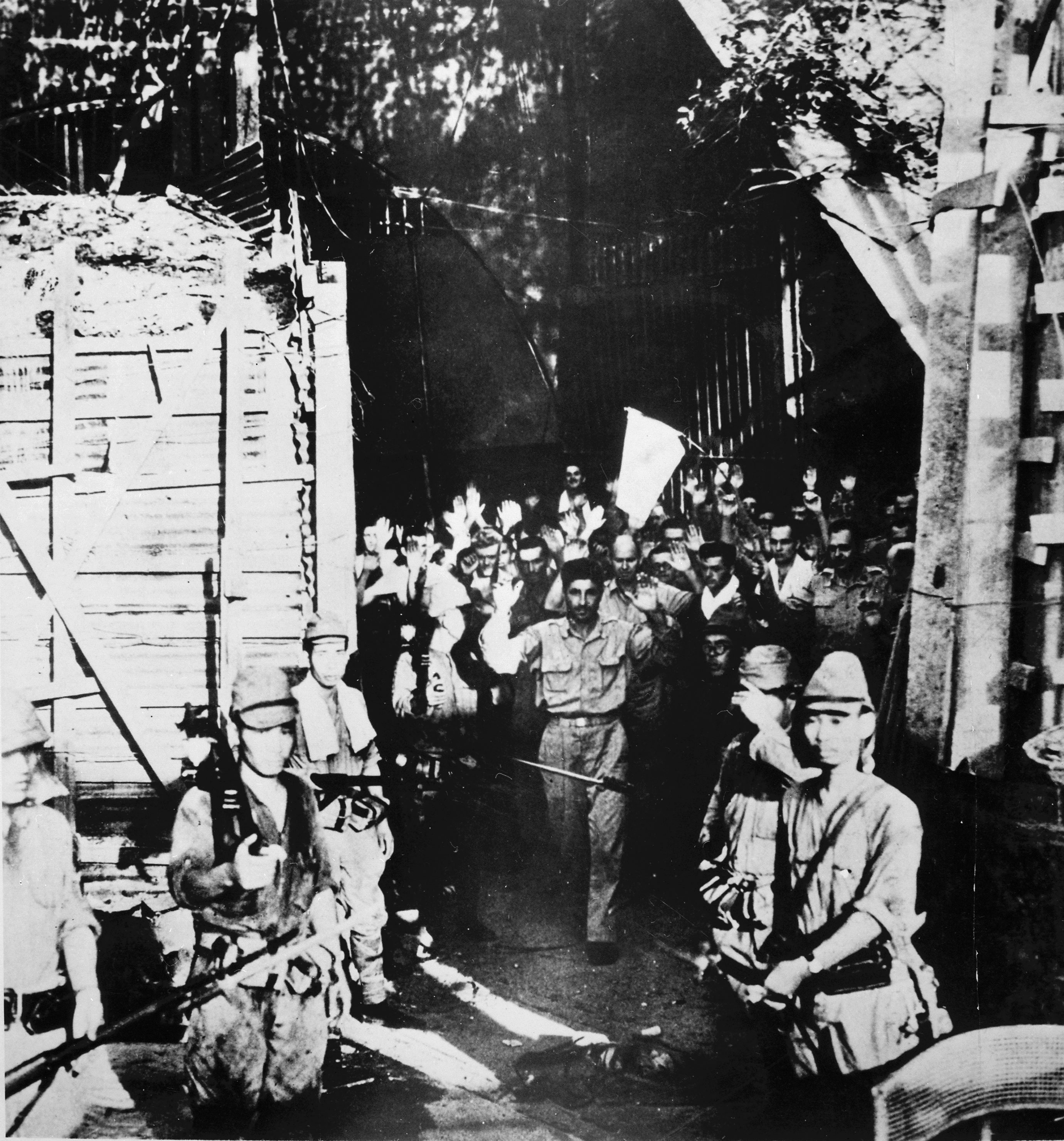
Die Amerikaner kapitulieren auf Corregidor/Philippinen

- Die Amerikaner kapitulieren auf Corregidor/Philippinen2. Mai: Der japanische Seeflugzeugträger Mizuhō sinkt, nachdem das Schiff am Vortag von Torpedos des amerikanischen U-Boots USS Drum getroffen worden ist.
- 3. Mai: Japanische Invasion von Tulagi im Rahmen der Operation MO.
- 4. Mai: Überraschungsangriff in drei Wellen durch Trägerflugzeuge der Yorktown auf die vor Tulagi liegenden japanischen Schiffe. Ein Zerstörer, ein Minensucher und fünf Flugzeuge gehen verloren.
- 6. Mai:
  - Nach dem Fall von Corregidor sind die Philippinen fast vollständig von Japan erobert. Nur auf Mindanao wird unter General William F. Sharp weiter gekämpft.
  - General Joseph Stilwell muss mit seinen chinesischen Truppen vor den anrückenden Japanern aus Burma abziehen.

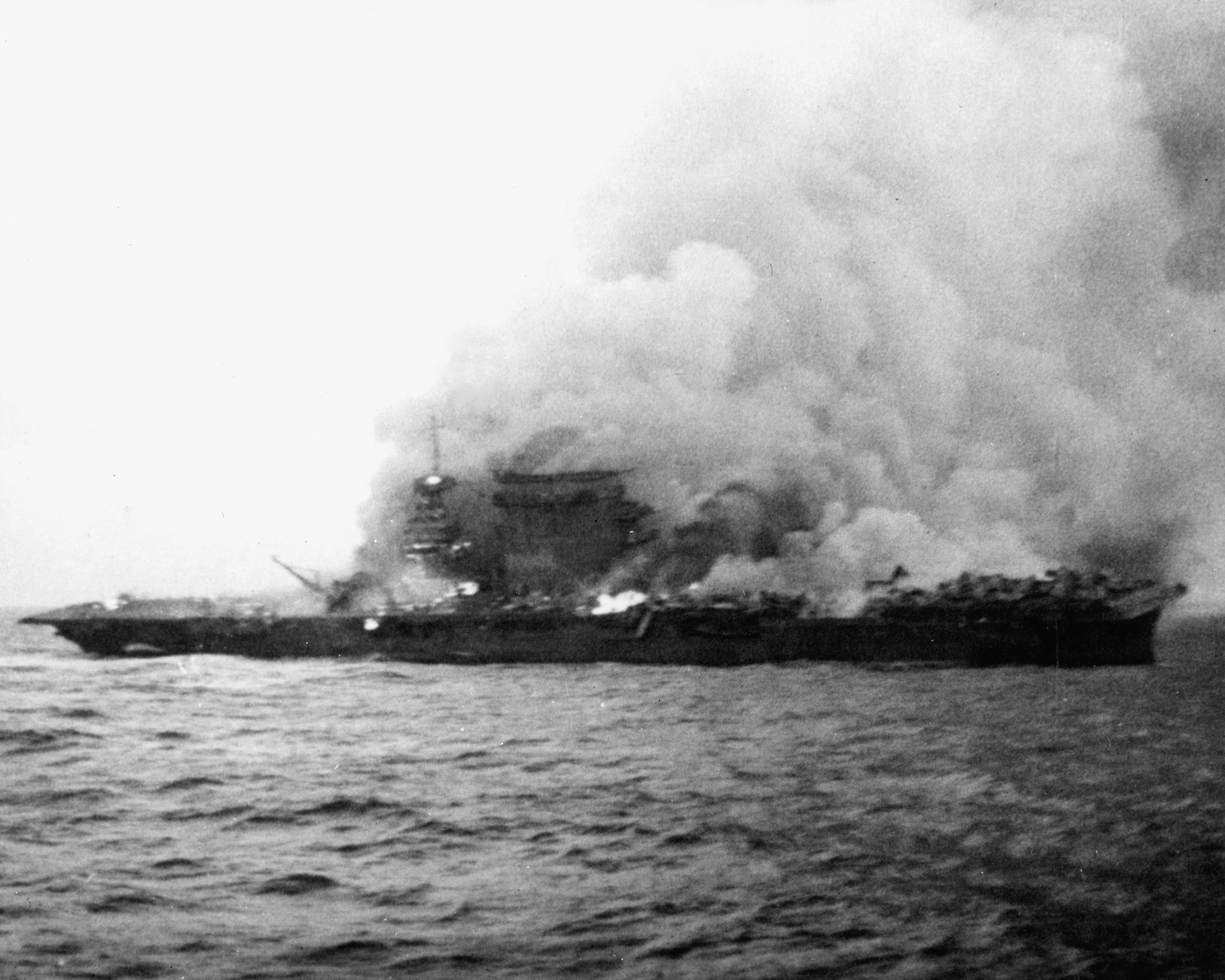
Der Flugzeugträger Lexington brennend während der Schlacht im Korallenmeer

- Der Flugzeugträger Lexington brennend während der Schlacht im Korallenmeer6. Mai bis 8. Mai: Bei der Schlacht im Korallenmeer verlieren die Japaner den Flugzeugträger Shōhō und einen Zerstörer. Der Träger Shōkaku wird schwer beschädigt und die Zuikaku verliert fast ihre komplette Flugzeugstaffel. Die Amerikaner verlieren den Träger Lexington, einen Zerstörer und einen Tanker. Der südliche Vormarsch der Japaner auf Port Moresby wird gestoppt.
- 8. Mai: Die Japaner beginnen mit der Invasion der Kleinen Sundainseln.
- 9. Mai: General Sharp ergibt sich mit seinen Truppen auf Mindanao den Japanern.
- 11. Mai: Der Minenkreuzer Okinoshima, das Flaggschiff der in der Operation RY nach Nauru und Ocean Island laufenden japanischen Invasionsflotte, wird vom amerikanischen U-Boot S-42 versenkt. Die Flotte dreht nach Sichtung von zwei amerikanischen Flugzeugträgern mit Kurs auf Nauru wieder ab.
- 16. Mai: Die alliierten Truppen ziehen sich unter 50 % Verlusten vollständig aus Burma nach Indien zurück.
- 21. Mai: Amerikanische Entschlüsselungsspezialisten erbringen den Beweis, dass es sich bei der japanischen Bezeichnung „AF“ um die Midwayinseln handelt.
- 27. Mai: Die japanische Flotte läuft mit vier Flugzeugträgern, zwei leichten Trägern, zehn Schlachtschiffen, 13 Schweren Kreuzern, 45 Zerstörern, etlichen U-Booten und kleineren Einheiten in Richtung Midway aus.
- 28. Mai: Zwei amerikanische Flugzeugträger nehmen zusammen mit fünf Kreuzern und neun Zerstören von Oʻahu aus Kurs auf die Midwayinseln.
- 30. Mai: Ein weiterer amerikanischer Träger, die USS Yorktown, nimmt zusammen mit zwei Kreuzern und fünf Zerstörern nach ihrer vorläufigen Reparatur von Oʻahu aus Kurs auf die Midwayinseln.
- 3. Juni: Japanische Trägerflugzeuge starten zum Angriff auf Dutch Harbor. Die damit beabsichtigte Ablenkung von der Midwayoperation misslingt jedoch.
- 4. Juni bis 6. Juni: In der Schlacht um Midway verlieren die Japaner vier Flugzeugträger und einen Kreuzer. Die Amerikaner verlieren einen Träger und einen Zerstörer.
- 6. Juni: Die Schlacht um die Aleuten beginnt. Sie ist erst am 15. August 1943 beendet.
- 16. Juni: Das Repräsentantenhaus der Vereinigten Staaten stimmt einer Aufrüstung der US-Navy um 8 Milliarden Dollar zu. Es sollen Flugzeugträger im Umfang von 500.000 t, Kreuzer von 500.000 t und Zerstörer von 900.000 t gebaut werden.
- 20. Juni: Das japanische U-Boot I-26 beschießt Estevan Point auf Vancouver Island in British Columbia.
- 21. Juni:
  - Angriff der Japaner auf Neuguinea.
  - Fort Stevens in Oregon wird vom japanischen U-Boot I-25 beschossen.
- 25. Juni: PBYs bombardieren den japanischen Stützpunkt auf Tulagi.
- 2. Juli: Der Vereinte Generalstab der US-Streitkräfte beschließt eine Direktive zur Rückeroberung von Neubritannien, Neuirland und Neuguinea. In der ersten Phase sollen die südlichen Salomonen, in der zweiten Phase die nördlichen Salomonen und der Nordosten Neuguineas und in der dritten Phase Rabaul besetzt werden. Das Datum zur Eröffnung der Offensive wird zunächst auf den 1. August festgelegt, dann jedoch auf den 7. August verschoben.
- 4. Juli: Auf Kiska gehen 1200 japanische Soldaten als Verstärkung an Land.
- 21. Juli: Die Japaner bringen in der Operation RI 33.000 Soldaten nach Buna und Gona auf Neuguinea. Dies markiert gleichzeitig den Beginn der Kokoda-Track-Kampagne während der die Japaner auf dem Landweg versuchen Port Moresby einzunehmen.
- 24. Juli: Die Japaner beginnen die Invasion der Molukken.
- 29. Juli: Das Kokoda-Flugfeld auf Neuguinea wird von den Japanern auf ihrem Weg über die Berge nach Port Moresby eingenommen.
- 31. Juli: Amerikanische B-17 starten ein siebentägiges Bombardement auf Tulagi und Guadalcanal.

- 7. August:

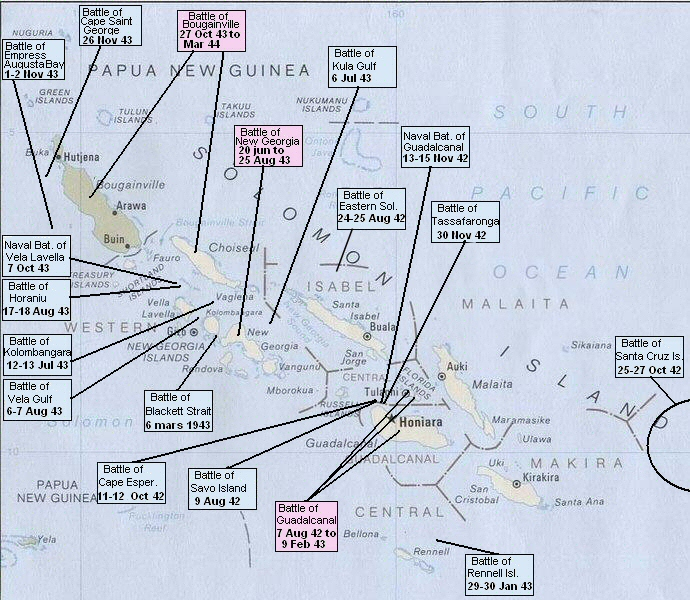
Die Operationen in den Salomonen

  - Die dreitägigen Gefechte um Tulagi und Gavutu-Tanambogo beginnen und eröffnen die amerikanische Operation Watchtower.
  - Amerikanische Truppen beginnen die Schlacht um Guadalcanal in den Salomonen. Die Kämpfe bis zur Aufgabe der Japaner dauern bis zum 8. Februar 1943.
- 9. August: In der Schlacht vor Savo Island verlieren die Alliierten vier Kreuzer. Ein japanischer Kreuzer wird auf dem Rückzug versenkt.
- 13. August: 3.000 japanische Pioniere erreichen Basabua bei Gona. In der viertägigen Schlacht bei Isurava besiegen die Japaner australische Truppen und ziehen anschließend Richtung Port Moresby weiter.
- 17. August: US-Marines landen mit 221 Mann auf Butaritari, zerstören eine japanische Funkstation. Von den 70 stationierten Japanern fällt die Hälfte. Als Folge bauen die Japaner die Befestigung vieler kleinerer Atolle, unter ihnen Tarawa, weiter aus.
- 24. August bis 25. August: Die Schlacht bei den Ost-Salomonen kostet die Japaner den leichten Träger Ryūjō.
- 25. August: In der Milne Bay, Neuguinea, gehen 1.150 japanische Soldaten an Land und treffen auf erheblichen Widerstand der dort stationierten Australier.
- 26. August: Nach Wiederaufnahme der Operation RY werden Ocean Island und Nauru von den Japanern eingenommen.
- 28. August: Die Japaner starten den Tokyo Express zur Nachschublieferung nach Guadalcanal.
- 30. August: Bei Taivu Point und Kokumbona auf Guadalcanal landen insgesamt 3.500 japanische Soldaten, um auf Henderson Field vorzurücken.

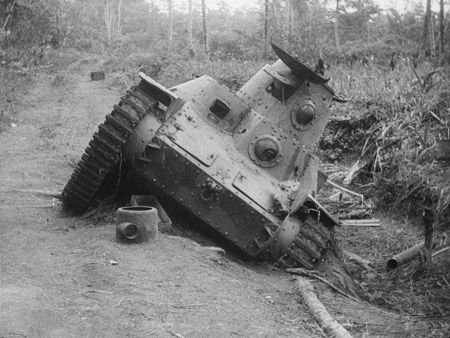
Ein beschädigter japanischer Panzer vom Typ 95 Ha-Gō steckt im Schlamm fest (Rabi, Milne Bay)

- 7. September: Die Australier bringen den Japanern die erste große Landniederlage bei: die Milne Bay auf Neuguinea wird unter großen Verlusten von den Japanern wieder geräumt.
- 9. September: Ein japanisches Kleinflugzeug, gestartet vom U-Boot I-25, wirft Bomben in einen Wald bei Mount Emily in Oregon, um Waldbrände zu entfachen.
- 13. September: Die Schlacht am Bloody Ridge auf Guadalcanal dauert bis zum 16. September.
- 17. September: Der japanische Vormarsch auf Neuguinea kommt bei Ioribaiwa in Sichtweite von Port Moresby zum Stehen.
- 18. September: Auf Guadalcanal treffen über 4.100 US-Marines ein. Damit verteidigen die US-Amerikaner die Insel mit mehr als 23.000 Soldaten. Doch über 8.500 von ihnen leiden an schweren Krankheiten. Die meisten unter Malaria. Der japanische Gegner leidet vor allem an Hunger durch die geringen Tagesrationen und an Erschöpfung.
- 24. September: Die Japaner setzen die Invasion der Gilbertinseln auf Maiana fort.
- 25. September: Japanische Landung auf Beru (Gilbertinseln).
- 27. September: Japanische Landung auf Kuria (Gilbertinseln).
- 29. September: Wiederholte Bombardierung eines Waldes in Oregon von Bord eines japanischen Kleinflugzeuges der I-25.
- 2. Oktober:
  - Das 5. Marine Defense Battalion des US Marine Corps besetzt Funafuti in den unter britischer Verwaltung stehenden Elliceinseln.
  - B-17 bombardieren Rabaul.
- 11. Oktober bis 12. Oktober: Schlacht von Cape Esperance.
- 22. Oktober: Im Rahmen der Operation Drake besetzen australische Einheiten die Insel Goodenough
- 23. bis 26. Oktober: Schlacht um Henderson Field auf Guadalcanal.
- 25. Oktober bis 27. Oktober: Schlacht bei den Santa-Cruz-Inseln.
- 28. Oktober: Die Australier können das Kokoda-Flugfeld auf Neuguinea zurückerobern.
- 13. November bis 15. November: Seeschlacht von Guadalcanal.
- 16. November: Mit dem japanischen Rückzug nach Buna und Gona endet die Kokoda-Track-Kampagne und die Schlacht um Buna-Gona-Sanananda entbrennt.
- 30. November: Schlacht bei Tassafaronga.
- 13. Dezember: Buna auf Neuguinea fällt an die Amerikaner.
- 14. Dezember: Gona auf Neuguinea fällt an die Australier.
- 18. Dezember: In der Operation Lilliput bringen Konvois der Alliierten bis Mitte 1943 Nachschub an Nahrung, Waffen und Truppen in das Kampfgebiet im südöstlichen Neuguinea.
- 31. Dezember: Der Tennō Hirohito genehmigt den japanischen Rückzug von Guadalcanal.

### 1943
- 22. Januar: Mit der Flucht der japanischen Einheiten aus dem Kampfgebiet endet die Schlacht um Buna-Gona-Sanananda und damit der Versuch der Japaner über den Kokoda-Track nach Port Moresby vorzustoßen.
- 29. Januar:
  - Die Schlacht um die Nördlichen Salomonen beginnt mit der Schlacht bei Rennell Island.
  - In der Schlacht um Wau gelingt es australischen Einheiten die Japaner bis zum 4. Februar zu besiegen und sie an die Küste Neuguineas nach Salamaua zurückzudrängen.
- 9. Februar: Nach Abzug der Japaner (→ Operation Ke) ist Guadalcanal in amerikanischer Hand.
- 2. bis 4. März: Die Flugzeuge der Royal Australian Air Force und der US-Navy gewinnen die Schlacht in der Bismarcksee. Damit wird eine Verstärkung um rund 7.000 japanische Soldaten nach Neuguinea verhindert.
- 26. März: Seeschlacht bei den Komandorski-Inseln zum Abfangen eines japanischen Nachschubkonvois für die Aleuten.
- 18. April: In der amerikanischen Operation Vengeance wird der japanische Admiral Yamamoto Isoroku beim Anflug auf Bougainville mit seinem Flugzeug abgeschossen und kommt dabei ums Leben.
- 22. April: Auf Neuguinea beginnen die Alliierten die Salamaua-Lae-Kampagne.
- 12. Mai: Auf dem chinesischen Festland beginnt die Schlacht um West-Hubei. Sie endet am 3. Juni mit einem Sieg der chinesischen Revolutionsarmee.
- Am 29. Mai fällt der letzte Japaner bei der Schlacht um Attu
- 21. Juni: Während der Rückeroberung der Salomonen beginnen die Amerikaner die Taktik des Inselspringens.
- 23. Juni: Start der Operation Chronicle mit der alliierten Landung auf Woodlark.
- 28. Juni: Landung der Alliierten auf Kiriwina im Rahmen der Operation Chronicle.
- 30. Juni: Start der Operation Cartwheel zur Isolierung Rabauls mit der Schlacht um New Georgia zeitgleich mit der Landung in der Nassaubucht in Neuguinea.
- 5. Juli: Schlacht im Kula-Golf der Salomonen.
- 6. August: Schlacht im Vella-Golf der Salomonen.

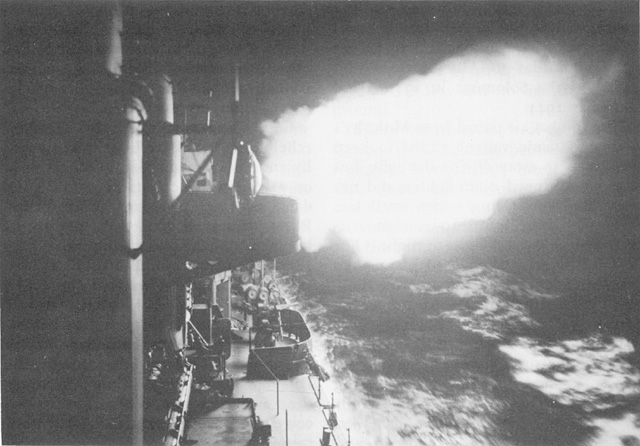
Ein Zerstörer der US-Marine feuert auf japanische Schiffe in Küstennähe von Vella Lavella.

- 17. August: Schlacht vor Horaniu bei Vella Lavella in den Salomonen.
- 8. September: Salamaua wird von den Japanern aufgegeben.
- 16. September: Lae fällt an die Alliierten.
- 6. Oktober: Schlacht bei Vella Lavella bis zum 7. Oktober
- 7. Oktober: Die letzten Soldaten werden von Kolombangara und Vella Lavella evakuiert. Damit endet die Operation SE.
- 12. Oktober: Bislang größter Luftangriff im Pazifik durch die Fifth Air Force – Bombardierung von Rabaul (→ Bombenangriffe der Alliierten auf Rabaul). Zur Abwehr starten die Japaner erfolglos die Operation RO.
- 17. Oktober: Die Japaner und Amerikaner tauschen in Goa 3.000 zivile Gefangene aus.
- 27. Oktober: Amerikanische Truppen landen auf Choiseul und auf den Treasury-Inseln in den Salomonen. Die Operation Blissful und die Operation Goodtime sind als Ablenkungsmanöver für die Landung auf Bougainville angelegt.
- 1. November: US-Marines landen im Rahmen der Operation Cherryblossom in der Torokina-Bucht auf Bougainville in den Salomonen. Dies ist der Beginn der alliierten Bougainville-Kampagne.
- 2. November:
  - Die Seeschlacht bei der Kaiserin-Augusta-Bucht entbrennt.
  - Schwerer Luftangriff auf Rabaul.
  - Einnahme der chinesischen Stadt Changde durch die Japaner. In der daraufhin entbrennenden Schlacht um Changde erobern die Chinesen die Stadt bis zum 20. Dezember wieder zurück.
- 5. November: Weiterer Alliierter Luftangriff auf die japanischen Flugfelder bei Rabaul und auf Simpson Harbour.
- 5. und 6. November: In Tokio findet die Großostasiatische Konferenz statt.
- 11. November: Luftangriff zweier US-Trägergruppen auf Rabaul.

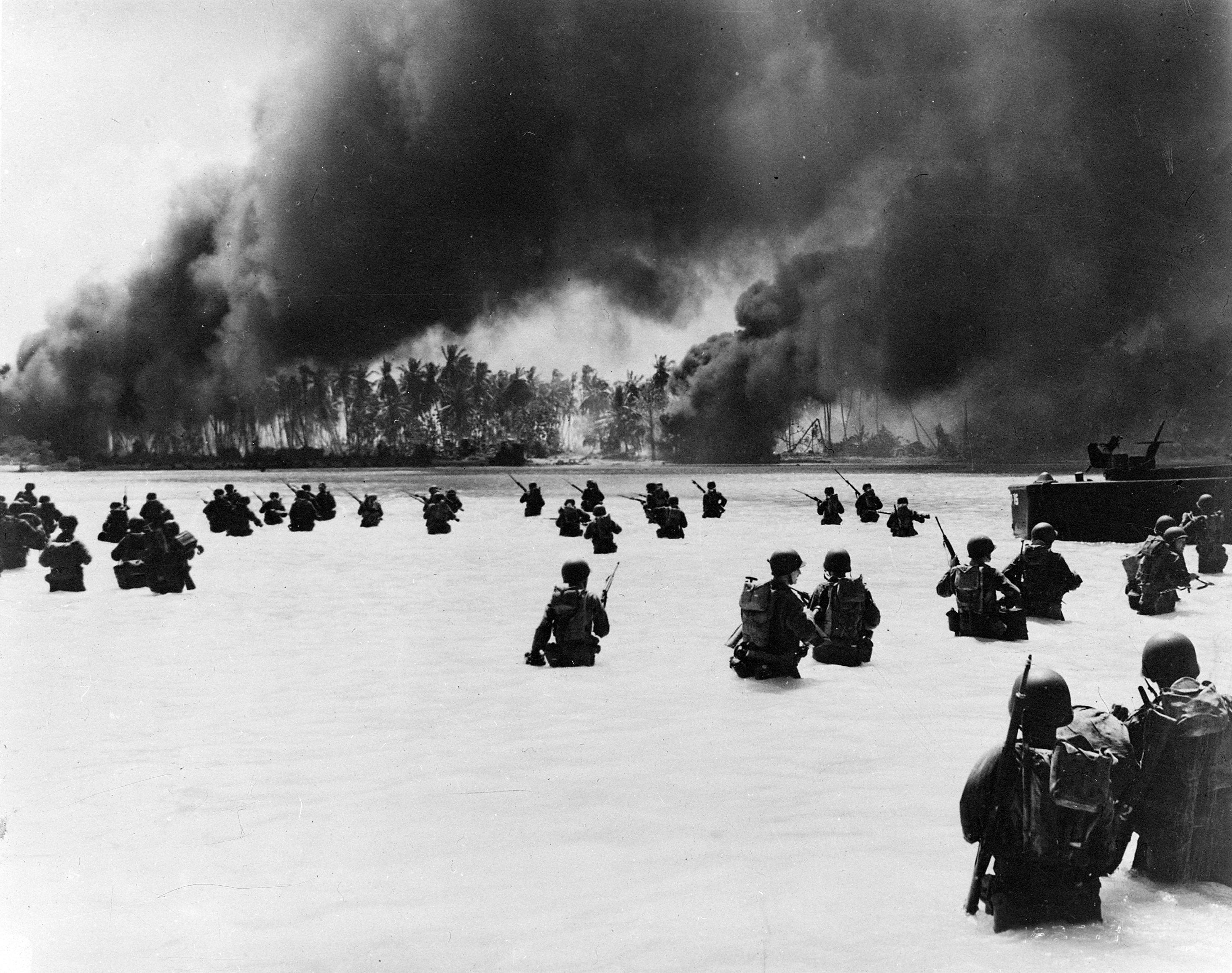
Amerikanische Truppen am Strand des Makinatolls in den Gilbertinseln

- 20. November bis 28. November: Die Amerikaner erobern in der Schlacht um die Gilbertinseln den Archipel.
- 22. November bis 26. November: Auf der Kairo-Konferenz besprechen Roosevelt und Chiang Kai-shek das weitere Vorgehen gegen Japan.
- 26. November: Nach der Schlacht bei Kap St. George befinden sich die Salomonen vollständig in amerikanischer Hand.
- 25. Dezember: Start der Landung am Kap Gloucester im Westteil von Neubritannien. Sie wird am 10. Februar des nächsten Jahres beendet.

### 1944
- 31. Januar bis Ende April: Die Amerikaner beginnen die Schlacht um die Marshallinseln
- 4. Februar: Die Japaner dringen über Burma bis nach Nordindien vor.
- 7. Februar: Kwajalein in den Marshallinseln fällt an die Amerikaner (→ Schlacht um Kwajalein).
- 15. Februar: Landung der 3. neuseeländischen Division in der Operation Squarepeg auf den Green Islands
- 17. Februar bis 23. Februar: Operation Catchpole (Eroberung des Eniwetok-Atolls)
- 17. Februar bis 18. Februar: Operation Hailstone (Angriff auf das Truk-Atoll)
- 29. Februar: Die Amerikaner landen auf den Admiralitätsinseln (→ Schlacht um die Admiralitätsinseln).
- 20. März: Einnahme von Emirau. Damit ist die Isolierung von Rabaul abgeschlossen.
- 31. März: Admiral Koga Mineichi, Oberbefehlshaber der Vereinigten Flotte der Kaiserlichen Marine, kommt bei einem Flugzeugabsturz ums Leben. In der Folge gerät der Z-Plan, ein von ihm entwickelter, weitreichender Verteidigungsplan für die folgenden zu erwartenden alliierten Operationen, in die Hände der Amerikaner.
- 4. April. Für den strategischen Bombenkrieg gegen Japan wird die Twentieth Air Force gegründet.
- 19. April:
  - Beginn der japanischen Offensive Operation Ichi-gō in Richtung Südostchina zur Öffnung einer Landverbindung nach Indochina und Einnahme der alliierten Luftwaffenstützpunkte.
  - Operation Cockpit: Eine alliierte Flotte unter der Führung der britischen Eastern Fleet beschießt Erdölraffinerien in Sabang im Norden Sumatras.
- 22. April:
  - Beginn der Operation Reckless – Einnahme dreier japanisch besetzter Flugfelder südlich von Hollandia.
  - Beginn der Operation Persecution – Einnahme eines Flugfeldes nahe dem japanisch besetzten Aitape.
- 17. Mai:
  - Die Schlacht um Wakde-Sarmi in Niederländisch-Neuguinea beginnt. Sie dauert bis zum 17. September des Jahres.
  - Zur Ablenkung von der Schlacht um Wakde-Sarmi bombardiert die Eastern Fleet in der Operation Transom Ziele in Surabaja auf Java.
- 27. Mai: Amerikanische Truppen landen auf der Insel Biak
- 5. Juni: 77 B-29 Superfortress Bomber greifen die Eisenbahnfertigungsstätten der Japaner in Bangkok an.

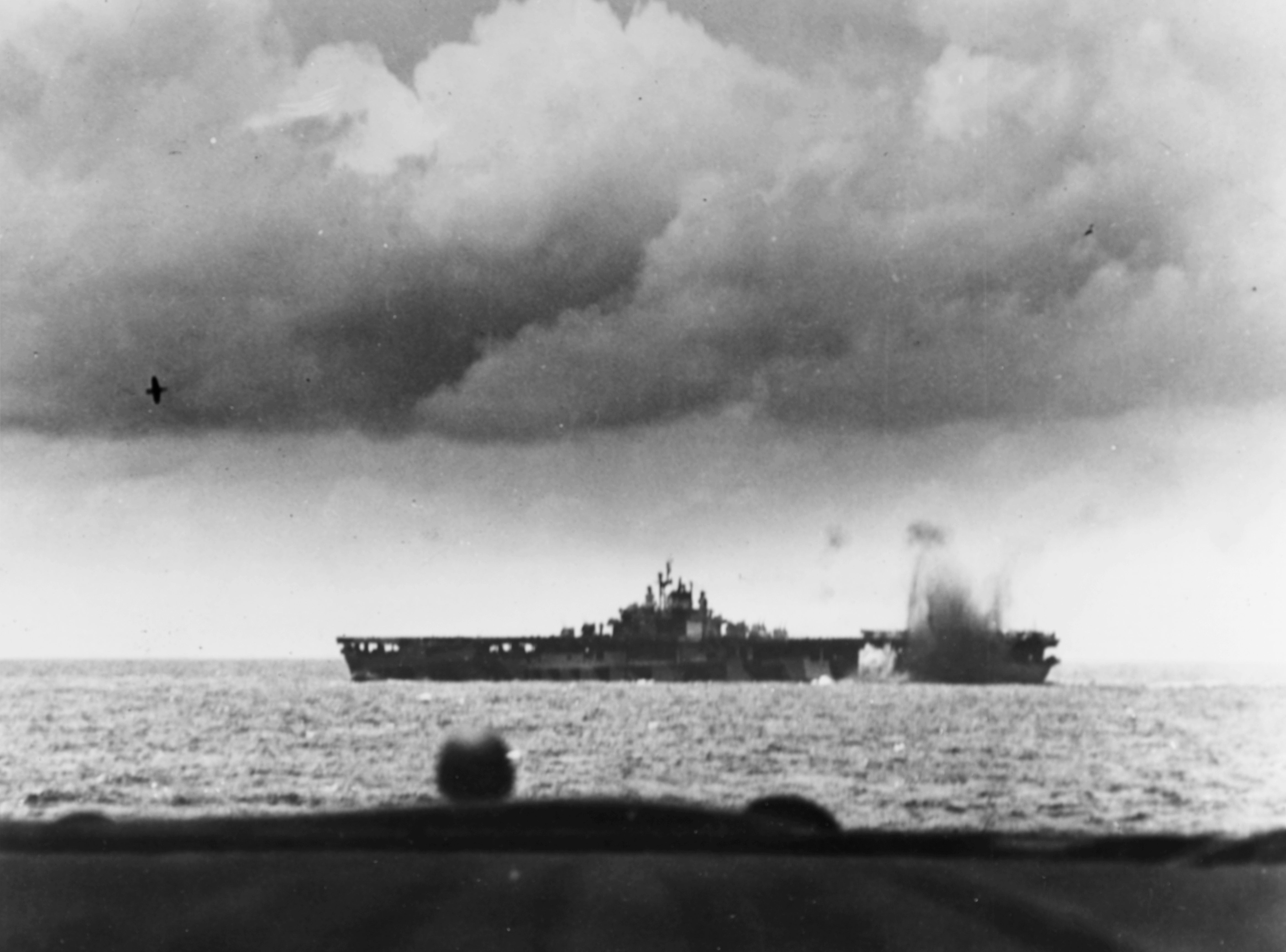
Die Bunker Hill während eines japanischen Luftangriffs in der Schlacht in der Philippinensee

- 15. Juni bis 10. August: Die Amerikaner erobern in der Schlacht um die Marianen-Inseln (Operation Forager) Saipan, Guam und Tinian.
- 15. Juni: Von chinesischen Stützpunkten aus fliegen amerikanische B-29-Bomber Angriffe auf die japanischen Hauptinseln.
- 19. Juni bis 20. Juni: Schlacht in der Philippinensee.
- 2. Juli bis 31. August: Alliierte Einheiten erobern in der Schlacht um Noemfoor drei japanische Flugfelder auf der Insel bei Neuguinea.
- 18. Juli: Der japanische Premierminister Tōjō Hideki tritt auf Druck der Militärs zurück. Diese werfen ihm den Verlust Saipans vor.
- 22. Juli: Koiso Kuniaki wird neuer Premierminister Japans.
- 25. Juli: In der Operation Crimson beschießen trägergestützte Flugzeuge Flugplätze und Industrieanlagen im Umkreis von Sabang.
- August: In der vierten Schlacht um Changsha nimmt Japan die chinesische Stadt ein, jedoch unter hohen Verlusten, die im weiteren Kriegsverlauf entscheidende Bedeutung erlangen.
- 16. August: In der Schlacht bei Guilin-Liuzhou gelingt den Japanern bis zum 24. November die Einnahme von Flugfeldern in Südostchina, auf denen Bomber und Kampfflugzeuge der United States Army Air Forces stationiert sind.
- 22. August: Die Japaner ziehen sich wieder aus Indien zurück.
- 24. August: Britischer Trägerangriff auf Padang (→ Operation Banquet)
- 15. September bis 25. November: Schlacht um die Palau-Inseln.
- 12. bis 16. Oktober: Die Luftschlacht über Formosa legt fast die komplette japanische Luftverteidigung lahm.
- 20. Oktober: Die Rückeroberung der Philippinen beginnt mit der amerikanischen Landung auf Leyte.
- 24. Oktober bis 25. Oktober: See- und Luftschlacht im Golf von Leyte. Vernichtung der japanischen Marine.
- 5. November bis 24. Mai 1945: Die Alliierten führen auf das japanisch besetzte Singapur Luftangriffe aus, die dem dortigen Marinestützpunkt gelten.
- 18. November: Unter dem Decknamen Operation Outflank starten die Briten vier trägergestützte Angriffe auf die Erdölraffinerien in West-Sumatra. Der letzte Angriff (Operation Meridian im Januar 1945) ist der größte Trägerangriff in der Geschichte der britischen Marine.
- 24. November: Erster schwerer Luftangriff alliierter Bomber auf Tokyo von Saipan und Tinian aus.
- 15. Dezember: Landung der Amerikaner auf Mindoro, Philippinen.
- 18. Dezember: Die 3. US-Flotte gerät vor Luzon in einen schweren Taifun, drei Zerstörer sinken.
- Gegen Ende Dezember: Die australische 6. Division beginnt ihren Vormarsch von Aitape nach Wewak im Territorium Neuguinea. Die Kämpfe gegen die Reste der ausgezehrten japanischen 18. Armee dauern bis Kriegsende.

### 1945

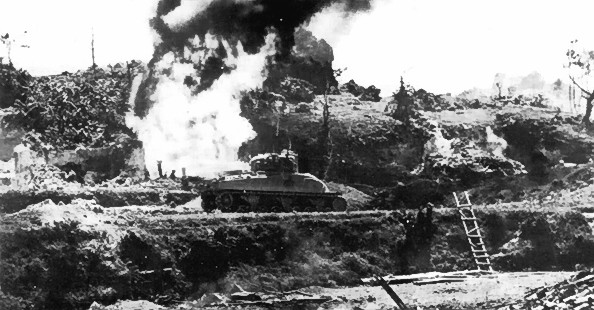
Flammenwerfer-Einsatz auf Okinawa

- 3. Januar: Erster schwerer Brandbombenangriff auf die Wohngebiete von Nagoya der Amerikaner durch 97 B-29 Superfortress Bomber. (→ Luftangriffe auf Nagoya)
- 6. Januar: Die Amerikaner fliegen mit 57 B-29-Bombern einen schweren Luftangriff auf Nagoya mit Napalmbomben.
- 9. Januar: Landung der Amerikaner im Golf von Lingayen auf Luzon, Philippinen, und Anfang der Schlacht um Luzon
- 3. Februar bis 4. März: in der Schlacht um Manila wird die philippinische Hauptstadt durch die US-Armee erobert.
- 4. Februar: Erster schwerer Brandbombenangriff der Amerikaner auf die Wohngebiete von Kōbe durch 110 B-29 Superfortress Bomber. (→ Luftangriffe auf Kōbe)
- 10. Februar bis 20. Februar: die zwei japanischen Hybridflugzeugträger der Ise-Klasse werden in der Operation Kita von Singapur nach Japan zurückverlegt.
- 15. Februar: Schwerer Luftangriff der Amerikaner auf Hamamatsu durch B-29-Bomber mit Brandbomben.
- 16. Februar bis 17. Februar: Erste trägergestützte Luftangriffe auf die japanischen Hauptinseln durch die Task Force 58 (TF 58) gegen Ziele in der Region Tokio
- 19. Februar bis 26. März: In der Schlacht um Iwojima wird die Insel von den Amerikanern erobert.
- 25. Februar: Erster schwerer Brandbombenangriff auf die Wohngebiete von Tokio der Amerikaner durch 229 B-29 Superfortress Bomber. (→ Luftangriffe auf Tokio)
- 9. März: Schwerer Luftangriff der Alliierten auf Tokyo mit 334 B-29-Superfortress-Bombern. Die Angriffe werden zehn Tage lang fortgesetzt.
- 12. März: Schwerer Flächenangriff der Amerikaner mit Brandbomben auf Nagoya mit 310 B-29-Bombern.
- 13. März: Erster schwerer Brandbombenangriff auf die Wohngebiete von Osaka der Amerikaner durch 110 B-29-Bomber. (→ Luftangriffe auf Osaka)
- 16. März: Schwerer Flächenangriff der Amerikaner mit Brandbomben auf Kōbe mit 330 B-29-Bombern.
- 18. März: Schwerer Luftangriff der Amerikaner auf Nagoya durch 310 B-29-Bomber mit Brandbomben.
- 19. März: Amerikanische Trägerflugzeuge der Task Force 58 greifen Kure an. Beim japanischen Gegenangriff erleidet die Task Force 58 erhebliche Schäden.
- 21. März: Auf dem chinesischen Festland beginnt die Schlacht um West-Henan und Nord-Hubei
- 26. März: Die Amerikaner landen auf den Kerama-Inseln, rund 25 Kilometer westlich von Okinawa.
- 1. April bis 30. Juni: Die Amerikaner besetzen in der Schlacht um Okinawa die Insel.
- 5. April: Die Sowjetunion kündigt den Japanisch-Sowjetischen Neutralitätspakt von 1941.
- 6. April: Erster Kamikaze-Luftangriff (Operation Kikusui) auf die vor Okinawa liegenden amerikanischen Kriegsschiffe.
- 7. April:
  - Versenkung des größten Schlachtschiffs der Welt, der Yamato (→ Operation Ten-gō).
  - Koiso Kuniaki tritt in Japan vom Amt des Premierministers zurück. Sein Nachfolger wird Suzuki Kantarō.

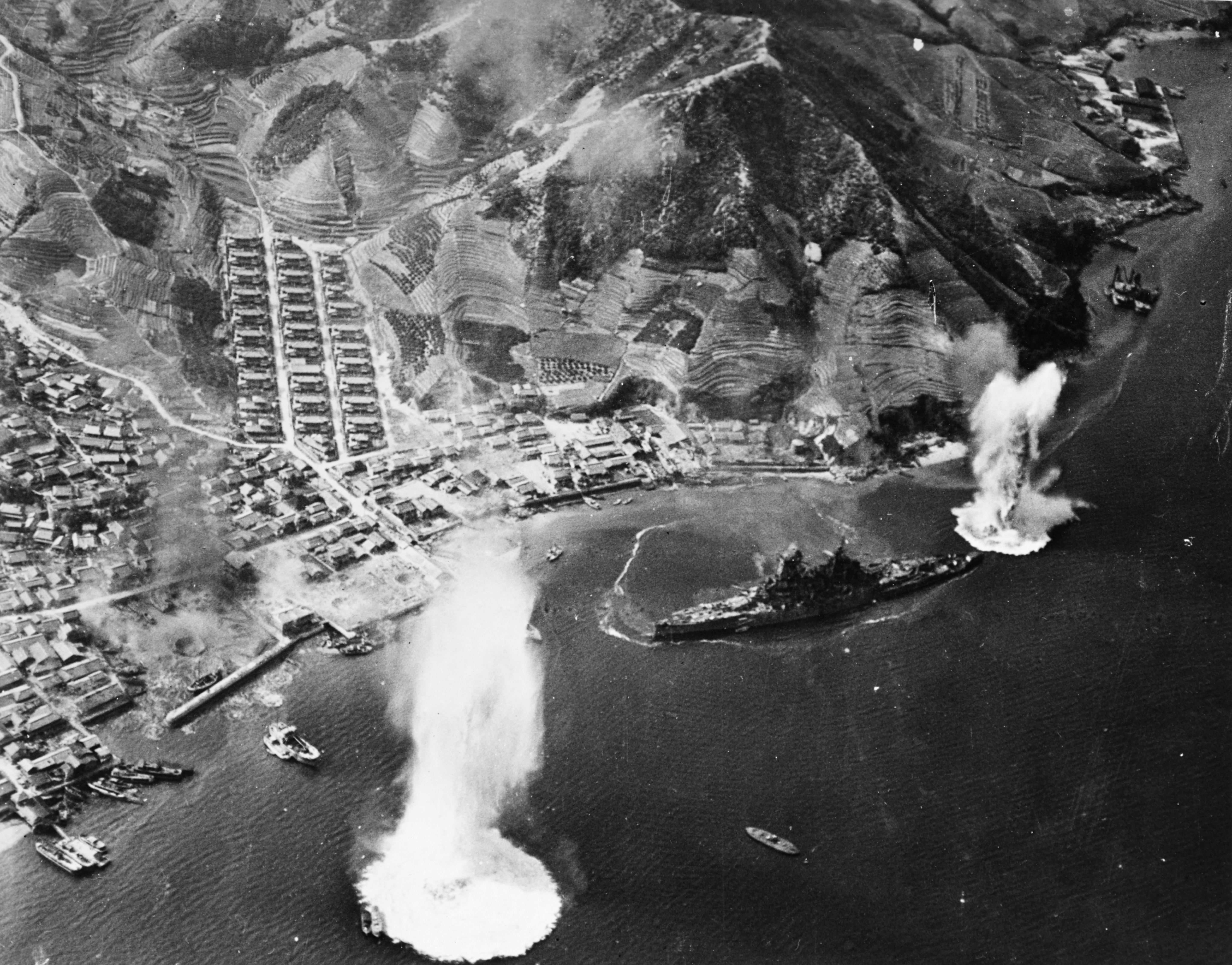
Das Schlachtschiff Haruna im Hafen von Kure unter heftiger Bombardierung

- 9. April: Beginn der bis zum 7. Juni andauernden Schlacht um West-Hunan in China.
- 12. April: Der amerikanische Präsident Franklin D. Roosevelt stirbt. Vizepräsident Harry S. Truman übernimmt das Amt.
- 13. April: Schwerer Luftangriff der Amerikaner auf Tokio durch 348 B-29-Bomber mit Napalmbomben.
- 15. April: Schwere Luftangriffe der Amerikaner auf Kawasaki und Yokohama durch 194 B-29-Bomber mit Brandbomben.
- 1. Mai bis 15. August: Borneo wird im Rahmen der Operation Oboe von den Alliierten befreit.
- 3. Mai: Rangun ist befreit.
- 14. Mai: Schwerer Flächenangriff der Amerikaner mit Brandbomben auf Nagoya mit 524 B-29-Bombern.
- 16. Mai: Schwerer Luftangriff der Amerikaner auf Nagoya durch 516 B-29-Bomber mit Brandbomben.
- 23. Mai: Die Amerikaner fliegen mit 558 B-29-Bombern einen schweren Luftangriff mit Brandbomben gegen Tokio.
- 25. Mai: Schwerer Luftangriff der Amerikaner auf Tokio durch 498 B-29-Bomber mit Brandbomben.
- 29. Mai: Schwerer Luftangriff der Amerikaner auf Yokohama durch 510 B-29-Bomber mit Brandbomben.
- 1. Juni: Schwerer Flächenangriff der Amerikaner mit Brandbomben auf Osaka mit 509 B-29-Bombern.
- 5. Juni: Schwerer Luftangriff der Amerikaner auf Kōbe durch 523 B-29-Bomber mit Brandbomben.
- 7. Juni: Schwerer Luftangriff der Amerikaner auf Osaka durch 449 B-29-Bomber mit Brandbomben.
- 15. Juni: Schwerer Flächenangriff der Amerikaner mit Brandbomben auf Osaka mit 511 B-29-Bombern.
- 29. Juni: Schwerer Flächenangriff der Amerikaner mit Brandbomben auf Okayama mit B-29-Bombern.
- 10. Juli: Schwerer Luftangriff der Amerikaner auf Chiba durch B-29-Bomber mit Brandbomben.
- 16. Juli: Die erste amerikanische Atombombe wird oberirdisch bei Alamogordo gezündet (→ Trinity-Test).
- 19. Juli: Schwerer Flächenangriff der Amerikaner mit Brandbomben auf Sendai mit B-29-Bombern.
- 21. Juli: US-Präsident Truman billigt den Einsatz der neu entwickelten Atombombe gegen Japan.
- 24., 25. und 28. Juli: Bombardierung des Hafens von Kure durch trägergestützte amerikanische Kampfflugzeuge. Dabei werden ein Flugzeugträger, drei Schlachtschiffe, fünf Kreuzer und mehrere kleinere Schiffe versenkt. Zwei weitere Träger werden schwer beschädigt.
- 26. Juli: Auf der Potsdamer Konferenz ergeht von Großbritannien, China und den USA ein Ultimatum an Japan zur bedingungslosen Kapitulation (→ Potsdamer Erklärung).
- 29. Juli: Zurückweisung des Kapitulationsultimatums durch die japanische Regierung.
- 1. August: Die Amerikaner fliegen mit B-29-Bombern schwere Flächenangriffe mit Brandbomben gegen Nagaoka, Hachiōji und Toyama.
- 6. August:
  - Um 8:16 Uhr Ortszeit wird aus dem Bomber Enola Gay die erste Atombombe über Hiroshima abgeworfen. Rund 90.000 Menschen sterben sofort (→ Atombombenabwürfe auf Hiroshima und Nagasaki).
  - Schwerer Flächenangriff der Amerikaner mit Brandbomben auf Kōbe mit 261 B-29-Bombern.
- 7. August: Schwerer Luftangriff der Amerikaner auf Toyokawa durch B-29-Bomber mit Brandbomben.
- 8. August: Die Sowjetunion erklärt gemäß dem Potsdamer Abkommen den Sowjetisch-Japanischen Krieg, und es beginnt die Sowjetische Invasion der Mandschurei.

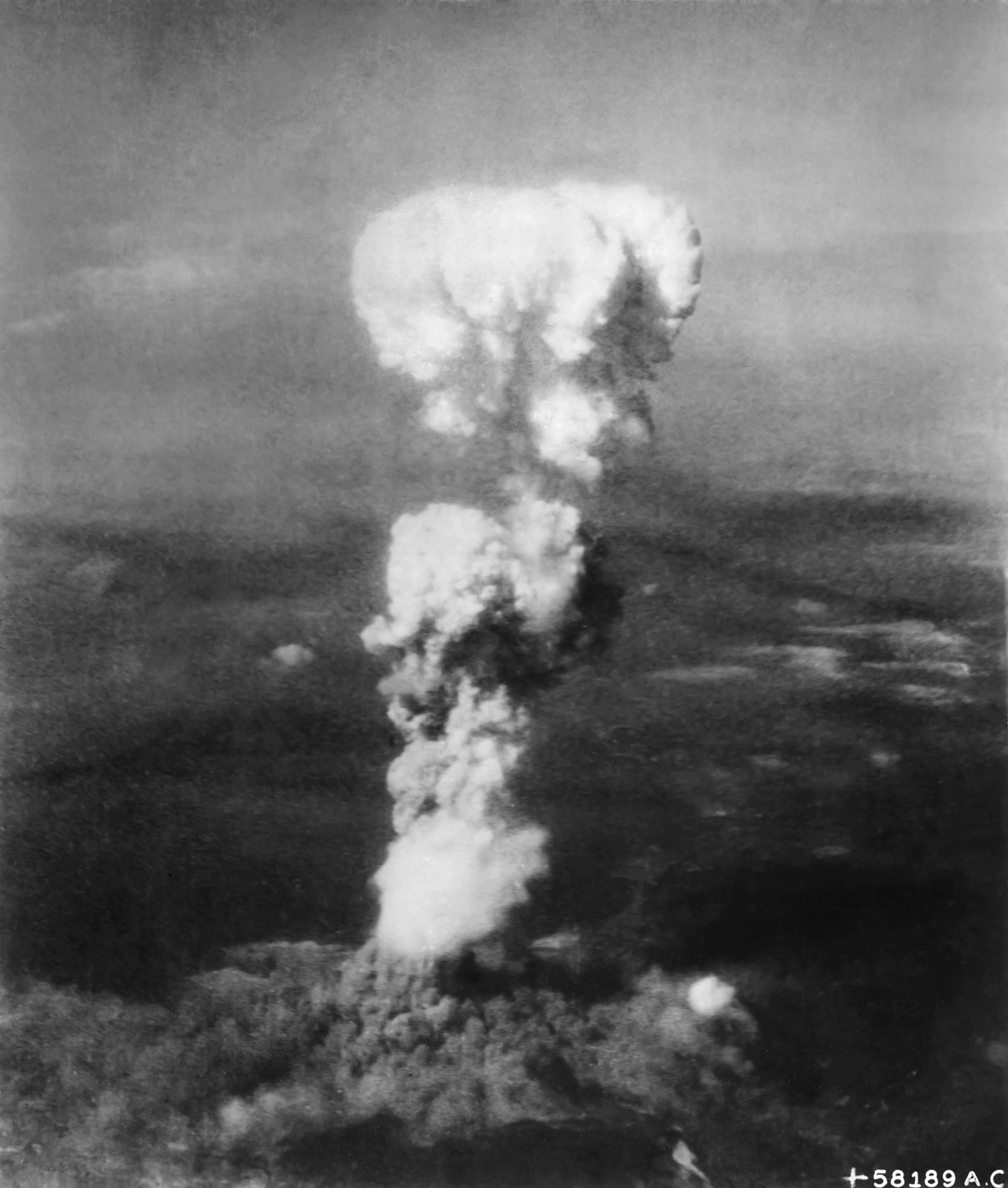
Atombombe auf Hiroshima

- 9. August: Um 11:02 Uhr Ortszeit detoniert die zweite Atombombe über Nagasaki. Etwa 36.000 Menschen kommen sofort ums Leben (→ Atombombenabwürfe auf Hiroshima und Nagasaki).
- 14. August:
  - Schwerer Luftangriff der Amerikaner auf Osaka durch 161 B-29-Bomber mit Brandbomben. An diesem Tag befinden sich insgesamt 818 B-29 über Japan.
  - Während eines morgens anberaumten Treffens im Kaiserpalast beschließt das japanische Kabinett die Kapitulation gegenüber den Alliierten. Um 20:10 Uhr wird diese Erklärung in der Schweiz dem Chef der Abteilung für Auswärtiges, Max Petitpierre in Bern übergeben, der diese nach Washington weiterleitet. Um Mitternacht gibt US-Präsident Truman in einer Pressekonferenz die japanische Kapitulation bekannt.
- 15. August:
  - Die Philippinen werden von den Amerikanern vollständig befreit.
  - Kaiser Hirohito verkündet im japanischen Rundfunk die Kapitulation (→ Gyokuon-hōsō).[1]
  - Die Task Force 38 führt die letzten trägergestützten Luftangriffe gegen Ziele in der Region Tokio durch.
- 17. August: Higashikuni Naruhiko wird neuer japanischer Premierminister nach dem Rücktritt von Suzuki Kantarō.
- 28. August: Techniker der United States Army Air Forces (USAAF) landen als erste US-Einheit auf dem Atsugi-Flugfeld bei Tokio.
- 30. August:
  - Die ersten regulären Besatzungstruppen treffen in der Bucht von Tokio ein und gehen an Land.
  - Britische Truppen ziehen in Hongkong ein.
- 2. September: 
  - Die Kapitulation Japans wird auf der Missouri in der Bucht von Tokio unterzeichnet.
  - Britische Schiffe erreichen Singapur. Die Stadt wird vom 2. bis 12. September im Rahmen der eingenommen (Operation Tiderace).
- 3. September: Britische Truppen besetzen Penang in den Straits Settlements (Operation Jurist)
- 4. September: Die japanischen Einheiten auf dem Atoll Wake kapitulieren.
- 6. September: Die USA starten die Operation Magic Carpet, um so viele Soldaten wie möglich aus dem pazifischen Raum bis Weihnachten nach Hause zu bringen.
- 8. September: Der große japanische Stützpunkt Rabaul kapituliert. Mit der Übergabe aller japanischer Einheiten an die Australier endet auch die Bougainville-Kampagne endgültig.
- 9. September: Die Japaner kapitulieren in Nanjing, China und in Korea.
- 13. September: Die Japaner in Burma kapitulieren.